# Real Day
A Real Day Alice Peacock első nagylemeze. 1998-ban adták ki.

## Dallista

### Eredeti kiadás
1. I Hear You Say – 3:56
2. Get Your Own – 3:02
3. Cracks And Daggers – 5:00
4. Exit – 2:58
5. I’ll Be the One – 4:27
6. My Love I Will – 4:20
7. Something Else – 3:08
8. Right Where I Belong – 4:13
9. I Do – 2:52
10. Real Day – 4:48
11. Burned –
12. Secret Love – 4:06